# Kevin Gilbert
Kevin Gilbert était un compositeur et musicien américain.

## Biographie

### N.R.G.
La carrière musicale de Kevin Gilbert commença en 1982 lorsqu'il forma son premier groupe N.R.G. (en) avec le guitariste Jason Hubbard.
Il enregistrera, entre août 1982 et juillet 1984, leur premier disque au studio californien SENSA de Sunnyvale.
Grâce à une demo de trois titres, le groupe remporta le concours "Best Of The Bay" organisé par la station de radio KSJO (en) de San José.
Il obtiendra par la suite un travail d'ingénieur du son dans ce même studio, où le jour il enregistrait des "bad mariachi bands" et la nuit il travaillait sur ses projets personnels.
Il gardera ce boulot quelques années et commença à être connu dans le milieu musical de la baie de San Francisco.

### Giraffe
À la suite de sa rencontre avec Robert A. Ferris au studio SENSA, Kevin Gilbert formera GIRAF (dérivé de leurs deux noms GI + RAF).
Il intégrera l'UCLA pendant un an (en tant qu'étudiant du cinéma) et partira sur la tournée d'Eddie Money (Take Me Home Tonight Tour) de 1987 (en tant que clavier).
De retour à San José, il composera dans le studio 24 pistes de son garage l'essentiel du premier album de Giraffe et il montera une nouvelle version du groupe avec le guitariste Stan Cotey, le batteur J. Scott Smith, le bassiste Chris Beveridge et le clavier originel Michael Abowd. Cela dans le simple but de se faire une carte de visite pour pouvoir démarcher les compagnies de disques de L.A.
À l'hiver 1987, l'enregistrement du premier album The Power Of Suggestion fut achevé avec l'ensemble du groupe ainsi formé au studio TRS (Scott Smith ayant entre-temps racheté le studio SENSA et rebaptisé The Recording Studio). Kevin Gilbert demanda alors à un de ses amis qui travaillait dans la Silicon Valley s'il lui serait possible de numériser ses bandes sur CD-ROM.
Ce fut alors le premier disque indépendant paru au format CD en 1988 (édité à 500 exemplaires) (BAM Magazine (en) en fera un article un an plus tard "Now You Can Make A CD" à titre d’exemple).
Greg Stone, animateur à la radio KOME (en) de San José, leur conseilla de s'inscrire dans différentes compétitions musicales afin de se faire davantage connaître et notamment à la prochaine organisée par Yamaha USA, la Soundcheck Competition.
Kevin Gilbert y inscrivit de justesse son groupe Giraffe, deux jours avant la date butoir, en envoyant par courrier express un transfert de son CD ... sur cassette, puisque c'était le format exigé à l'époque par les organisateurs.
Sur 5 000 candidats, seuls huit groupes furent retenus (avec deux options) et disposèrent de dix minutes devant un public d'environ 6 500 personnes au Universal Amphitheater de Los Angeles.
Le matin de la compétition le L.A. Times titrait "Gilbert Sweeps West", à propos du passage de l'ouragang Gilbert. Giraffe joua deux titres This Warm Night & Because of You et remporta le premier prix ($25 000 en cash ou équipement, plus la possibilité d'enregistrer une demo 24 pistes avec un producteur professionnel) et gagna son ticket pour la grande finale international, le Band Explosion  organisé par Yamaha Japon.
Parmi le jury était présent Patrick Leonard (le producteur de Madonna). Celui-ci se rapprocha de Kevin Gilbert et lui proposa de monter un nouveau groupe avec lui.
À l'origine, le Band Explosion '88 (BEX02) devait se tenir le 30 octobre 1988 au Budokan mais il fut reporté au 12 février 1989 (au cause de l'état de santé de l'empereur japonais). L’événement fut enregistré aux studios de la chaine Fuji TV et retransmit le 17 février 1989. Giraffe y interpréta "Because of You" et termina deuxième du concours.

## Discographie

### Principaux disques
- N.R.G. (1984) No Reasons Given
- Giraffe (1987) The Power Of Suggestion
- Giraffe (1988) The View From Here
- Toy Matinee (1990) Toy Matinee
- Kevin Gilbert Performs Toy Matinee Live (1991)
- Kevin Gilbert (1995) Thud
- Kevin Gilbert & Thud (1999) Live at the Troubadour
- Kevin Gilbert (2000) The Shaming of the True
- Kaviar (2002) The Kaviar Sessions
- Kevin Gilbert (2009) Nuts
- Kevin Gilbert (2009) Bolts

### Participations
- Marc Bonilla (1991) EE Ticket
- Marc Bonilla (1993) American Matador
- Sheryl Crow (1993) Tuesday Night Music Club
- Various Artists (1995) Supper's Ready, A Tribute to Genesis - "Back in NYC" [3]
- Various Artists (1995) Tales from Yesterday, A Tribute to Yes - "Siberian Khatru" [4]
- Various Artists (1997) Giant Tracks, A Tribute to Gentle Giant - "Suit Canon" [5]